# 1661 en science
| Années de la science : 1658 - 1659 - 1660 - 1661 - 1662 - 1663 - 1664    |
| Décennies de la science : 1630 - 1640 - 1650 - 1660 - 1670 - 1680 - 1690 |

Cet article présente les faits marquants de l'année 1661 en science.

## Événements
- Marcello Malpighi découvre les capillaires sanguins[1].

## Publications
- Robert Boyle : The Sceptical Chymist (le Chimiste Sceptique), traité faisant la distinction entre la chimie et l'alchimie. Il contient les plus anciennes versions des notions d'atomes, de molécules, et de réaction chimique depuis l'Antiquité, et marque le début de la chimie moderne[2].
- Abraham Cowley : The Advancement of Experimental Philosophy (Le progrès de la philosophie expérimentale)
- Pierre Duval : La géographie universelle.
- John Evelyn : Fumifugium : or the inconveniencie of the aer and smoak of London dissipated, une des premières publications sur la pollution de l'air, avec mesures à prendre.

## Naissances

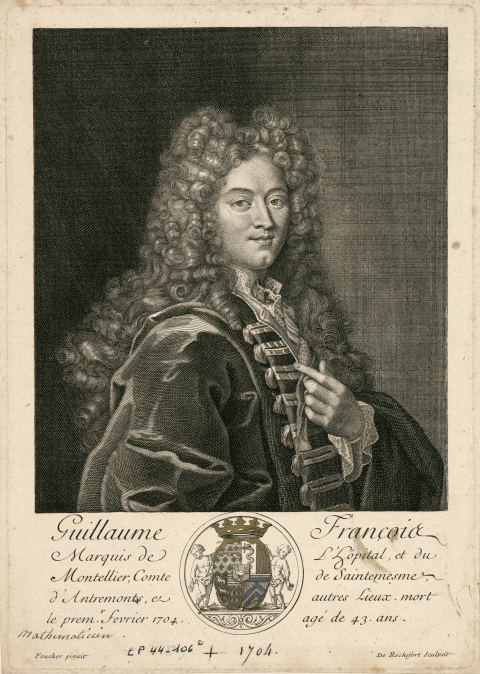
Guillaume François Antoine, marquis de L'Hôpital

- 3 mai : Antonio Vallisneri (mort en 1730), médecin et naturaliste italien.
- 18 décembre : Christopher Polhem, savant, inventeur et industriel suédois, connu pour ses contributions à l'exploitation minière.

- Guillaume François Antoine, marquis de L'Hôpital (mort en 1704), mathématicien français.

## Décès
- Octobre : Girard Desargues (né en 1591), mathématicien et architecte français.

- Famiano Nardini (né vers 1600), archéologue italien.